# راؤول كاستانيو إسكوبار
راؤول كاستانيو إسكوبار (بالإسبانية: Raúl Castaño Escobar)‏ هو ملحن كولومبي، ولد في 23 مايو 1956 في Ubaté ‏ في كولومبيا.